# Gabriele Antonini
Gabriele Antonini, né le 16 avril 1938 à Rome et mort en octobre 2018 à Rome[réf. nécessaire], est un acteur italien.

## Biographie
Né à Rome, fils d'un général de l'armée, Gabriele Antonini a été choisi par Mario Monicelli pour le rôle de Sandro dans Pères et Fils, quand il  fréquentait l'école secondaire. Après le succès du film, Gabriele Antonini a interrompu ses études et a commencé à apparaître dans un nombre significatif de films, principalement lors de son adolescence, comme les comédies et les péplums. Il a également été actif au théâtre, où il a travaillé avec Luchino Visconti et Diego Fabbri, entre autres.

## Filmographie partielle
- 1957 : Pères et Fils (Padri e figli) de Mario Monicelli
- 1958 : Les Travaux d'Hercule (Le fatiche di Ercole) de Pietro Francisci
- 1959 :
  - Judith et Holopherne  (Giuditta e Oloferne) de Fernando Cerchio
  - Hercule et la Reine de Lydie (Ercole e la regina di lidia) de Pietro Francisci
- 1961 :
  - Le Géant à la cour de Kublai Khan (Maciste alla corte del Gran Khan) de Riccardo Freda
  - Les Mongols ( I mongoli) de André De Toth et Leopoldo Savona
  - Ivan le conquérant (Le sette sfide) de Primo Zeglio
- 1962 :
  - Sept épées pour le roi (Le sette spade del vendicatore) de Riccardo Freda
  - Gli eroi del doppio gioco  de Camillo Mastrocinque
- 1963 : Goliath et l'Hercule noir (Goliath e la schiava ribelle) de Mario Caiano
- 1964 :
  - La rivolta dei barbari de Guido Malatesta
  - Le Colosse de Rome (Il Colosso di Roma) de Giorgio Ferroni